# U-155 (1941)
| U-155                                                                                                | U-155 | U-155 |
| --- | --- | --- |
| U 155                                                                                                | | |
| | | |
| Зображення підводного човна U-505, однотипного з U-155                                               | | |
| Верф                                                                                                 | Deutsche Schiff- und Maschinenbau, AG Weser, Бремен | Deutsche Schiff- und Maschinenbau, AG Weser, Бремен |
| Під прапором                                                                                         | Третій Рейх | Третій Рейх |
| Належність                                                                                           | Крігсмаріне | Крігсмаріне |
| Порт приписки                                                                                        | Штеттін Лор'ян Фленсбург | Штеттін Лор'ян Фленсбург |
| Замовлення                                                                                           | 25 вересня 1939 | 25 вересня 1939 |
| Закладений                                                                                           | 1 жовтня 1940 | 1 жовтня 1940 |
| Спуск на воду                                                                                        | 12 травня 1941 | 12 травня 1941 |
| Введений до складу флоту                                                                             | 23 серпня 1941 | 23 серпня 1941 |
| На службі                                                                                            | 1941—1945 | 1941—1945 |
| Сучасний статус                                                                                      | 5 травня 1945 року капітулював у Фредерісії 21 грудня 1945 року затоплений в операції «Дедлайт»                                                                         | 5 травня 1945 року капітулював у Фредерісії 21 грудня 1945 року затоплений в операції «Дедлайт»                                                                         |
| Бойовий досвід                                                                                       | Друга світова війна Битва за Атлантику | Друга світова війна Битва за Атлантику |
| Проєкт                                                                                               | | |
| Тип ПЧ                                                                                               | великий океанський торпедний ДПЧ | великий океанський торпедний ДПЧ |
| Основні характеристики                                                                               | | |
| Швидкість (надводна)                                                                                 | 18,2 вузла (33,7 км/год) | 18,2 вузла (33,7 км/год) |
| Швидкість (підводна)                                                                                 | 7,3 (13,5 км/год) | 7,3 (13,5 км/год) |
| Робоча глибина занурення                                                                             | 100 м | 100 м |
| Гранична глибина занурення                                                                           | 230 м | 230 м |
| Дальність плавання                                                                                   | 64 милі (119 км) на швидкості 4 вузли (7,4 км/год) (у підводному положенні) 13 450 морських миль (24 910 км на швидкості 10 вузлів (19 км/год) (у надводному положенні) | 64 милі (119 км) на швидкості 4 вузли (7,4 км/год) (у підводному положенні) 13 450 морських миль (24 910 км на швидкості 10 вузлів (19 км/год) (у надводному положенні) |
| Екіпаж                                                                                               | 48 офіцерів та матросів | 48 офіцерів та матросів |
| Розміри                                                                                              | | |
| Довжина найбільша (по КВЛ)                                                                           | 76,76 м | 76,76 м |
| Ширина корпусу найб.                                                                                 | 6,76 м | 6,76 м |
| Висота                                                                                               | 9,6 м | 9,6 м |
| Середня осадка (по КВЛ)                                                                              | 4,7 м | 4,7 м |
| Водотоннажність надводна                                                                             | 1120 т | 1120 т |
| Силова установка                                                                                     | | |
| Дизель-електрична: 2 дизельні двигуни MAN M 9 V 40/46 2 електродвигуни Siemens-Schuckert 2 GU 345/34 | | |
| Гвинти                                                                                               | 2 | 2 |
| Потужність                                                                                           | 2 × 2 200 к.с. (дизелі) 2 × 740 к.с. (електродвигуни) | 2 × 2 200 к.с. (дизелі) 2 × 740 к.с. (електродвигуни) |
| Озброєння                                                                                            | | |
| Артилерія                                                                                            | 1 × 105-мм палубна гармата SK C/32 | 1 × 105-мм палубна гармата SK C/32 |
| Торпедно- мінне озброєння                                                                            | 4 носових і 2 кормових ТА; 22 торпеди або 44 міни TMA чи 66 TMB | 4 носових і 2 кормових ТА; 22 торпеди або 44 міни TMA чи 66 TMB |
| ППО                                                                                                  | 1 × 37-мм зенітна гармата SKC/30 2 (1 × 2) × 20-мм зенітні гармати FlaK 30                                                                                              | 1 × 37-мм зенітна гармата SKC/30 2 (1 × 2) × 20-мм зенітні гармати FlaK 30                                                                                              |

U-155 — німецький великий океанський підводний човен типу IXC, що входив до складу Військово-морських сил Третього Рейху за часів Другої світової війни. Закладений 1 жовтня 1940 року на верфі Deutsche Schiff- und Maschinenbau, AG Weser у Бремені під будівельним номером 997. Спущений на воду 12 травня 1941 року, а 23 серпня 1941 року корабель увійшов до складу ВМС нацистської Німеччини.

## Історія служби
U-155 належав до серії німецьких підводних човнів типу IXC, великих океанських човнів, призначених діяти на морських комунікаціях противника на далеких відстанях у відкритому океані. Човнів цього типу було випущено 54 одиниці і вони дуже успішно та результативно проявили себе в ході бойових дій в Атлантиці. 23 серпня 1941 року U-155 розпочав службу у складі 4-ї навчальної флотилії, а з 1 лютого 1942 року переведений до бойового складу 10-ї флотилії ПЧ Крігсмаріне; 15 серпня 1944 року U-155 перевели до 33-ї флотилії ПЧ.
З лютого 1942 року і до жовтня 1944 року U-155 здійснив 10 бойових походів в Атлантичний океан, в яких провів 607 днів. Човен потопив 25 торгових суден (126 664 GRT) та один військовий корабель (13 785 тонн), і одному допоміжному військовому кораблю спричинив пошкоджень (6 736 GRT).
5 травня 1945 року капітулював союзникам у данському порту Фредерісія. 22 червня переміщений до Лох-Раян у Шотландії, а 21 грудня 1945 року затоплений за планом операції «Дедлайт» північніше Ірландії.

## Командири
- Корветтен-капітан Адольф Пінінг (23 серпня 1941 — лютий 1944)
- Оберлейтенант-цур-зее Йоганнес Рудольф (лютий — 14 серпня 1944)
- Лейтенант-цур-зее Людвіг фон Фрідебург (15 серпня — листопад 1944)
- Оберлейтенант-цур-зее Йоганнес Рудольф (листопад-грудень 1944)
- Капітан-лейтенант Ервін Вітте (грудень 1944 — 20 квітня 1945)
- Оберлейтенант-цур-зее Фрідріх Альтмаєр (21 квітня — 5 травня 1945)

## Перелік уражених U-155 суден у бойових походах
| №                                                             | Дата              | Командир ПЧ          | Назва            | Тип                         | Належність                              | Водотоннажність (брт) | Вантаж | Конвой        | Результат та координати                                                | Наслідки атаки для екіпажу      | Прим.                                                                                                  |
| ------------------------------------------------------------- | ----------------- | -------------------- | ---------------- | --------------------------- | --------------------------------------- | --------------------- | --- | ------------- | ---------------------------------------------------------------------- | ------------------------------- | --- |
| Перший похід (07.02—27.03.1942, 49 діб; Кіль—Лор'ян)          |                   |                      |                  |                             |                                         |                       | |               |                                                                        |                                 | |
| 1                                                             | 22 лютого 1942    | Kptlt. Адольф Пінінг | Sama             | суховантажне судно          | Норвегія                                | 1 799                 | 1040 тонн порцелянової глини                                                                                    | Конвой ONS 67 | потоплено 49°20′ пн. ш. 38°15′ зх. д. / 49.333° пн. ш. 38.250° зх. д.  | 39 (19 загинули та 20 вціліли)  | |
| 2                                                             | 22 лютого 1942    | Kptlt. Адольф Пінінг | Adellen          | танкер                      | Велика Британія                         | 7 984                 | баласт | Конвой ONS 67 | потоплений 49°20′ пн. ш. 38°15′ зх. д. / 49.333° пн. ш. 38.250° зх. д. | 48 (36 загинули та 12 вціліли)  | |
| 3                                                             | 7 березня 1942    | Kptlt. Адольф Пінінг | Arabutan         | суховантажне судно          | Бразилія                                | 7 874                 | 9680 тонн вугілля і коксу                                                                                       |               | потоплено 35°15′ пн. ш. 73°55′ зх. д. / 35.250° пн. ш. 73.917° зх. д.  | 55 (1 загиблий та 54 вціліли)   | |
| Другий похід (24.04—14.06.1942, 52 доби; Лор'ян—Лор'ян)       |                   | Kptlt. Адольф Пінінг |                  |                             |                                         |                       | |               |                                                                        |                                 | |
| 4                                                             | 14 травня 1942    | Kptlt. Адольф Пінінг | Brabant          | суховантажне судно          | Бельгія                                 | 2 483                 | баласт |               | потоплено 35°15′ пн. ш. 73°55′ зх. д. / 35.250° пн. ш. 73.917° зх. д.  | 33 (21 загиблий та 12 вцілілих) | |
| 5                                                             | 17 травня 1942    | Kptlt. Адольф Пінінг | San Victorio     | танкер                      | Велика Британія                         | 8 136                 | 12 000 тонн бензину і парафіну                                                                                  |               | потоплений 11°40′ пн. ш. 62°33′ зх. д. / 11.667° пн. ш. 62.550° зх. д. | 52 (51 загинув та 1 вцілілий)   | |
| 6                                                             | 17 травня 1942    | Kptlt. Адольф Пінінг | Challenger       | суховантажне судно          | США                                     | 7 667                 | 8400 тонн генеральних вантажів                                                                                  |               | потоплено 12°11′ пн. ш. 61°18′ зх. д. / 12.183° пн. ш. 61.300° зх. д.  | 64 (8 загиблих та 56 вцілілих)  | |
| 7                                                             | 20 травня 1942    | Kptlt. Адольф Пінінг | Sylvan Arrow     | танкер                      | Панама                                  | 7 797                 | 125,000 тонн флотського мазуту                                                                                  | Конвой OT 1   | потоплений 11°25′ пн. ш. 62°18′ зх. д. / 11.417° пн. ш. 62.300° зх. д. | 44 (1 загиблий та 43 вцілілих)  | |
| 8                                                             | 23 травня 1942    | Kptlt. Адольф Пінінг | Watsonville      | суховантажне судно          | Панама                                  | 2 220                 | Генеральні вантажі                                                                                              |               | потоплено 13°12′ пн. ш. 61°20′ зх. д. / 13.200° пн. ш. 61.333° зх. д.  | ? (0 загинуло та ? вижило)      | |
| 9                                                             | 28 травня 1942    | Kptlt. Адольф Пінінг | Poseidon         | суховантажне судно          | Нідерланди                              | 1 928                 | баласт |               | потоплено 14°35′ пн. ш. 58°19′ зх. д. / 14.583° пн. ш. 58.317° зх. д.  | 32 (усі загинули)               | |
| 10                                                            | 30 травня 1942    | Kptlt. Адольф Пінінг | Baghdad          | суховантажне судно          | Норвегія                                | 2 161                 | 2700 тонн генеральних вантажів і 316 мішків пошти                                                               |               | потоплено 14°15′ пн. ш. 54°30′ зх. д. / 14.250° пн. ш. 54.500° зх. д.  | 30 (9 загинули та 21 вижив)     | |
| Третій похід (09.07—15.09.1942, 69 діб; Лор'ян—Лор'ян)        |                   | Kptlt. Адольф Пінінг |                  |                             |                                         |                       | |               |                                                                        |                                 | |
| 11                                                            | 28 липня 1942     | Kptlt. Адольф Пінінг | Barbacena        | суховантажне судно          | Бразилія                                | 4 772                 | 5000 тонн генеральних вантажів, включаючи каву, касторове насіння, сушені боби і волокна кароа                  |               | потоплено 13°10′ пн. ш. 56°00′ зх. д. / 13.167° пн. ш. 56.000° зх. д.  | 62 (6 загинули та 56 вціліли)   | |
| 12                                                            | 28 липня 1942     | Kptlt. Адольф Пінінг | Piave            | танкер                      | Бразилія                                | 2 347                 | баласт |               | потоплений 12°30′ пн. ш. 55°49′ зх. д. / 12.500° пн. ш. 55.817° зх. д. | 35 (1 загиблий та 34 вижили)    | |
| 13                                                            | 29 липня 1942     | Kptlt. Адольф Пінінг | Bill             | суховантажне судно          | Норвегія                                | 2 445                 | Генеральні вантажі, включаючи какао і 500 тонн марганцевої руди                                                 |               | потоплено 11°58′ пн. ш. 55°02′ зх. д. / 11.967° пн. ш. 55.033° зх. д.  | 24 (1 загиблий та 23 вижили)    | |
| 14                                                            | 30 липня 1942     | Kptlt. Адольф Пінінг | Cranford         | суховантажне судно          | США                                     | 6 096                 | 6600 тонн хромової руди і 1600 тонн бавовни                                                                     |               | потоплено 12°17′ пн. ш. 55°11′ зх. д. / 12.283° пн. ш. 55.183° зх. д.  | 24 (1 загиблий та 23 вижили)    | |
| 15                                                            | 1 серпня 1942     | Kptlt. Адольф Пінінг | Kentar           | суховантажне судно          | Нідерланди                              | 5 878                 | 1500 тонн марганцевої руди                                                                                      |               | потоплено 11°52′ пн. ш. 57°30′ зх. д. / 11.867° пн. ш. 57.500° зх. д.  | 79 (17 загиблих та 62 вцілілих) | |
| 16                                                            | 1 серпня 1942     | Kptlt. Адольф Пінінг | Clan Macnaughton | суховантажне судно          | Велика Британія                         | 6 088                 | 10 670 тюків бавовни                                                                                            |               | потоплено 11°54′ пн. ш. 54°25′ зх. д. / 11.900° пн. ш. 54.417° зх. д.  | 82 (5 загиблих та 77 вцілілих)  | |
| 17                                                            | 4 серпня 1942     | Kptlt. Адольф Пінінг | Empire Arnold    | суховантажне судно          | Велика Британія                         | 7 045                 | 10 000 тонн військового майна та озброєння, включаючи вантажівки, танки і літаки                                | Конвой E 6    | потоплено 10°45′ пн. ш. 52°30′ зх. д. / 10.750° пн. ш. 52.500° зх. д.  | 57 (9 загиблих та 48 вцілілих)  | |
| 18                                                            | 5 серпня 1942     | Kptlt. Адольф Пінінг | Draco            | моторне судно               | Нідерланди                              | 389                   | 514 тонн генеральних вантажів і продуктів харчування                                                            |               | потоплене 11°05′ пн. ш. 53°30′ зх. д. / 11.083° пн. ш. 53.500° зх. д.  | 16 (усі вижили)                 | |
| 19                                                            | 9 серпня 1942     | Kptlt. Адольф Пінінг | San Emiliano     | танкер                      | Велика Британія                         | 8 071                 | 11 286 тонн авіаційного пального                                                                                | Конвой E 7    | потоплений 07°22′ пн. ш. 54°08′ зх. д. / 7.367° пн. ш. 54.133° зх. д.  | 48 (40 загинули та 8 вижили)    | |
| 20                                                            | 10 серпня 1942    | Kptlt. Адольф Пінінг | Strabo           | моторне судно               | Нідерланди                              | 383                   | 504 тонни горіхів бабасу                                                                                        |               | потоплене 07°29′ пн. ш. 54°05′ зх. д. / 7.483° пн. ш. 54.083° зх. д.   | 13 (усі вижили)                 | |
| Четвертий похід (07.11-30.12.1942, 54 доби; Лор'ян—Лор'ян)    |                   | Kptlt. Адольф Пінінг |                  |                             |                                         |                       | |               |                                                                        |                                 | |
| 21                                                            | 15 листопада 1942 | Kptlt. Адольф Пінінг | «Евенджер»       | ескортний авіаносець        | Військово-морські сили Великої Британії | 13 785                | | Конвой MKF 1Y | потоплений 36°15′ пн. ш. 07°45′ зх. д. / 36.250° пн. ш. 7.750° зх. д.  | 526 (514 загинули та 12 вижили) | американський ескортний авіаносець однойменного типу переданий Великій Британії за програмою ленд-лізу |
| 22                                                            | 15 листопада 1942 | Kptlt. Адольф Пінінг | «Аламак»         | транспорт атаки             | Військово-морські сили США              | 6 736                 | баласт | Конвой MKF 1Y | пошкоджений 36°19′ пн. ш. 07°52′ зх. д. / 36.317° пн. ш. 7.867° зх. д. | 316 (4 загинули та 312 вижили)  | |
| 23                                                            | 15 листопада 1942 | Kptlt. Адольф Пінінг | Ettrick          | військове транспортне судно | Велика Британія                         | 8 071                 | баласт | Конвой MKF 1Y | потоплено 36°13′ пн. ш. 07°54′ зх. д. / 36.217° пн. ш. 7.900° зх. д.   | 336 (24 загинули та 312 вижили) | |
| 24                                                            | 6 грудня 1942     | Kptlt. Адольф Пінінг | Serooskerk       | суховантажне судно          | Нідерланди                              | 8 456                 | 4246 тонн генеральних вантажів і 2314 тонн військових товарів                                                   | Конвой ON 149 | потоплено 41°27′ пн. ш. 39°42′ зх. д. / 41.450° пн. ш. 39.700° зх. д.  | 108 (усі загинули)              | |
| П'ятий похід (08.02-30.04.1943, 82 доби; Лор'ян—Лор'ян)       |                   | Kptlt. Адольф Пінінг |                  |                             |                                         |                       | |               |                                                                        |                                 | |
| 25                                                            | 2 квітня 1943     | Kptlt. Адольф Пінінг | Lysefjord        | суховантажне судно          | Норвегія                                | 1 091                 | 900 тонн пиломатеріалів, асфальту і техніки                                                                     |               | потоплено 23°09′ пн. ш. 83°24′ зх. д. / 23.150° пн. ш. 83.400° зх. д.  | 23 (4 загинули та 19 вціліли)   | |
| 26                                                            | 3 квітня 1943     | Kptlt. Адольф Пінінг | Gulfstate        | танкер                      | США                                     | 6 882                 | 68 417 барелів сирої нафти                                                                                      |               | потоплений 24°26′ пн. ш. 80°18′ зх. д. / 24.433° пн. ш. 80.300° зх. д. | 61 (43 загинули та 18 вціліли)  | |
| Восьмий похід (21.09.1943-01.01.1944, 103 доби; Брест—Лор'ян) |                   | Kptlt. Адольф Пінінг |                  |                             |                                         |                       | |               |                                                                        |                                 | |
| 27                                                            | 24 жовтня 1943    | Kptlt. Адольф Пінінг | Siranger         | суховантажне судно          | Норвегія                                | 5 393                 | 7300 тонн генеральних вантажів, у тому числі 5 цистерн, вантажні автомобілі і шляхоочищувачі як палубний вантаж |               | потоплено 00°00′ пн. ш. 39°27′ зх. д. / 0.000° пн. ш. 39.450° зх. д.   | 45 (усі вціліли)                | |